# Absolute Greatest
Absolute Greatest is een verzamelalbum van de Britse rockband Queen. Het is de eerste uitgave van Queen waar hits uit de gehele loopbaan van de band verzameld zijn op een enkele cd. Elk nummer is opnieuw gemasterd vanaf de originele opname. Op de albums Queen en Flash Gordon na, is elk studio-album van Queen, in de originele bezetting, vertegenwoordigd op deze verzamelaar. Alle twintig nummers op dit album zijn terug te vinden op de eerdere verzamelalbums Greatest Hits, Greatest Hits II en Greatest Hits III.
De verzamelaar is uitgebracht op verschillende dragers: cd, een dubbel-cd versie waarbij op de tweede cd audiocommentaar van Queenleden Brian May en Roger Taylor staat, een boek incl. de twee cd's, als download en op vinyl.
Bij de uitgave in boek+cd-vorm en die op vinyl wordt middels een code toegang tot twintig gestreamde live-opnames meegeleverd. Deze opnames zijn gemaakt tijdens de volgende concerten: Rainbow Theatre, Londen, 1974; Earl's Court, Londen, 1977; Houston, 1977; Parijs, 1979; Tokio 1979; Hammersmith Odeon, Londen, 1979; Montréal, 1981 (eerder uitgebracht onder de titel Queen Rock Montreal); National Bowl, Milton Keynes, 1982 (eerder uitgebracht als Queen on Fire - Live at the Bowl); Rio de Janeiro, 1985 (tijdens Rock in Rio), Wembley Stadium, Londen, 1986 (Live at Wembley '86); Stadium Puskás Ferenc, Budapest, 1986.

## Nummers
| Nr. | Titel                           | Schrijver(s)       | Duur |
| --- | ------------------------------- | ------------------ | ---- |
| 1.  | We Will Rock You                | Brian May          | 2:02 |
| 2.  | We Are the Champions            | Freddie Mercury    | 3:01 |
| 3.  | Radio Ga Ga                     | Roger Taylor       | 5:48 |
| 4.  | Another One Bites the Dust      | John Deacon        | 3:34 |
| 5.  | I Want It All                   | Queen (May)        | 4:00 |
| 6.  | Crazy Little Thing Called Love  | Freddie Mercury    | 2:44 |
| 7.  | A Kind of Magic                 | Roger Taylor       | 4:22 |
| 8.  | Under Pressure                  | Queen, David Bowie | 4:06 |
| 9.  | One Vision                      | Queen (Taylor)     | 3:58 |
| 10. | You're My Best Friend           | John Deacon        | 2:52 |
| 11. | Don't Stop Me Now               | Freddie Mercury    | 3:31 |
| 12. | Killer Queen                    | Freddie Mercury    | 2:58 |
| 13. | These Are the Days of Our Lives | Queen (Taylor)     | 4:16 |
| 14. | Who Wants to Live Forever       | Brian May          | 4:55 |
| 15. | Seven Seas of Rhye              | Freddie Mercury    | 2:44 |
| 16. | Heaven For Everyone             | Roger Taylor       | 4:37 |
| 17. | Somebody to Love                | Freddie Mercury    | 4:48 |
| 18. | I Want to Break Free            | John Deacon        | 4:22 |
| 19. | The Show Must Go On             | Queen (May)        | 4:32 |
| 20. | Bohemian Rhapsody               | Freddie Mercury    | 5:56 |

### Hitlijst informatie
Het album behaalde de top 10 in het Verenigd Koninkrijk, Portugal, Zweden, Denemarken, Hongarije, Nieuw-Zeeland, Noorwegen, Ierland en Oostenrijk. In Nederland is de hoogst behaalde positie de 36e plek, in Vlaanderen nummer 15. In de Verenigde Staten kwam het album niet verder dan de 195e positie.

## Hitnotering

### NederlandseAlbum Top 100
| Hitnotering: (Week 1 t/m 15) 21-11-2009 t/m 27-02-2010 Hitnotering (Week 16) 14-08-2010 Hitnotering (Week 17 t/m 19) 11-09-2010 t/m 25-09-2010 Hitnotering: (Week 20) 09-10-2010 Hitnotering: (Week 21) 01-01-2011 | Hitnotering: (Week 1 t/m 15) 21-11-2009 t/m 27-02-2010 Hitnotering (Week 16) 14-08-2010 Hitnotering (Week 17 t/m 19) 11-09-2010 t/m 25-09-2010 Hitnotering: (Week 20) 09-10-2010 Hitnotering: (Week 21) 01-01-2011 | Hitnotering: (Week 1 t/m 15) 21-11-2009 t/m 27-02-2010 Hitnotering (Week 16) 14-08-2010 Hitnotering (Week 17 t/m 19) 11-09-2010 t/m 25-09-2010 Hitnotering: (Week 20) 09-10-2010 Hitnotering: (Week 21) 01-01-2011 | Hitnotering: (Week 1 t/m 15) 21-11-2009 t/m 27-02-2010 Hitnotering (Week 16) 14-08-2010 Hitnotering (Week 17 t/m 19) 11-09-2010 t/m 25-09-2010 Hitnotering: (Week 20) 09-10-2010 Hitnotering: (Week 21) 01-01-2011 | Hitnotering: (Week 1 t/m 15) 21-11-2009 t/m 27-02-2010 Hitnotering (Week 16) 14-08-2010 Hitnotering (Week 17 t/m 19) 11-09-2010 t/m 25-09-2010 Hitnotering: (Week 20) 09-10-2010 Hitnotering: (Week 21) 01-01-2011 | Hitnotering: (Week 1 t/m 15) 21-11-2009 t/m 27-02-2010 Hitnotering (Week 16) 14-08-2010 Hitnotering (Week 17 t/m 19) 11-09-2010 t/m 25-09-2010 Hitnotering: (Week 20) 09-10-2010 Hitnotering: (Week 21) 01-01-2011 | Hitnotering: (Week 1 t/m 15) 21-11-2009 t/m 27-02-2010 Hitnotering (Week 16) 14-08-2010 Hitnotering (Week 17 t/m 19) 11-09-2010 t/m 25-09-2010 Hitnotering: (Week 20) 09-10-2010 Hitnotering: (Week 21) 01-01-2011 | Hitnotering: (Week 1 t/m 15) 21-11-2009 t/m 27-02-2010 Hitnotering (Week 16) 14-08-2010 Hitnotering (Week 17 t/m 19) 11-09-2010 t/m 25-09-2010 Hitnotering: (Week 20) 09-10-2010 Hitnotering: (Week 21) 01-01-2011 | Hitnotering: (Week 1 t/m 15) 21-11-2009 t/m 27-02-2010 Hitnotering (Week 16) 14-08-2010 Hitnotering (Week 17 t/m 19) 11-09-2010 t/m 25-09-2010 Hitnotering: (Week 20) 09-10-2010 Hitnotering: (Week 21) 01-01-2011 | Hitnotering: (Week 1 t/m 15) 21-11-2009 t/m 27-02-2010 Hitnotering (Week 16) 14-08-2010 Hitnotering (Week 17 t/m 19) 11-09-2010 t/m 25-09-2010 Hitnotering: (Week 20) 09-10-2010 Hitnotering: (Week 21) 01-01-2011 | Hitnotering: (Week 1 t/m 15) 21-11-2009 t/m 27-02-2010 Hitnotering (Week 16) 14-08-2010 Hitnotering (Week 17 t/m 19) 11-09-2010 t/m 25-09-2010 Hitnotering: (Week 20) 09-10-2010 Hitnotering: (Week 21) 01-01-2011 | Hitnotering: (Week 1 t/m 15) 21-11-2009 t/m 27-02-2010 Hitnotering (Week 16) 14-08-2010 Hitnotering (Week 17 t/m 19) 11-09-2010 t/m 25-09-2010 Hitnotering: (Week 20) 09-10-2010 Hitnotering: (Week 21) 01-01-2011 | Hitnotering: (Week 1 t/m 15) 21-11-2009 t/m 27-02-2010 Hitnotering (Week 16) 14-08-2010 Hitnotering (Week 17 t/m 19) 11-09-2010 t/m 25-09-2010 Hitnotering: (Week 20) 09-10-2010 Hitnotering: (Week 21) 01-01-2011 | Hitnotering: (Week 1 t/m 15) 21-11-2009 t/m 27-02-2010 Hitnotering (Week 16) 14-08-2010 Hitnotering (Week 17 t/m 19) 11-09-2010 t/m 25-09-2010 Hitnotering: (Week 20) 09-10-2010 Hitnotering: (Week 21) 01-01-2011 | Hitnotering: (Week 1 t/m 15) 21-11-2009 t/m 27-02-2010 Hitnotering (Week 16) 14-08-2010 Hitnotering (Week 17 t/m 19) 11-09-2010 t/m 25-09-2010 Hitnotering: (Week 20) 09-10-2010 Hitnotering: (Week 21) 01-01-2011 | Hitnotering: (Week 1 t/m 15) 21-11-2009 t/m 27-02-2010 Hitnotering (Week 16) 14-08-2010 Hitnotering (Week 17 t/m 19) 11-09-2010 t/m 25-09-2010 Hitnotering: (Week 20) 09-10-2010 Hitnotering: (Week 21) 01-01-2011 | Hitnotering: (Week 1 t/m 15) 21-11-2009 t/m 27-02-2010 Hitnotering (Week 16) 14-08-2010 Hitnotering (Week 17 t/m 19) 11-09-2010 t/m 25-09-2010 Hitnotering: (Week 20) 09-10-2010 Hitnotering: (Week 21) 01-01-2011 | Hitnotering: (Week 1 t/m 15) 21-11-2009 t/m 27-02-2010 Hitnotering (Week 16) 14-08-2010 Hitnotering (Week 17 t/m 19) 11-09-2010 t/m 25-09-2010 Hitnotering: (Week 20) 09-10-2010 Hitnotering: (Week 21) 01-01-2011 | Hitnotering: (Week 1 t/m 15) 21-11-2009 t/m 27-02-2010 Hitnotering (Week 16) 14-08-2010 Hitnotering (Week 17 t/m 19) 11-09-2010 t/m 25-09-2010 Hitnotering: (Week 20) 09-10-2010 Hitnotering: (Week 21) 01-01-2011 | Hitnotering: (Week 1 t/m 15) 21-11-2009 t/m 27-02-2010 Hitnotering (Week 16) 14-08-2010 Hitnotering (Week 17 t/m 19) 11-09-2010 t/m 25-09-2010 Hitnotering: (Week 20) 09-10-2010 Hitnotering: (Week 21) 01-01-2011 | Hitnotering: (Week 1 t/m 15) 21-11-2009 t/m 27-02-2010 Hitnotering (Week 16) 14-08-2010 Hitnotering (Week 17 t/m 19) 11-09-2010 t/m 25-09-2010 Hitnotering: (Week 20) 09-10-2010 Hitnotering: (Week 21) 01-01-2011 | Hitnotering: (Week 1 t/m 15) 21-11-2009 t/m 27-02-2010 Hitnotering (Week 16) 14-08-2010 Hitnotering (Week 17 t/m 19) 11-09-2010 t/m 25-09-2010 Hitnotering: (Week 20) 09-10-2010 Hitnotering: (Week 21) 01-01-2011 | Hitnotering: (Week 1 t/m 15) 21-11-2009 t/m 27-02-2010 Hitnotering (Week 16) 14-08-2010 Hitnotering (Week 17 t/m 19) 11-09-2010 t/m 25-09-2010 Hitnotering: (Week 20) 09-10-2010 Hitnotering: (Week 21) 01-01-2011 | Hitnotering: (Week 1 t/m 15) 21-11-2009 t/m 27-02-2010 Hitnotering (Week 16) 14-08-2010 Hitnotering (Week 17 t/m 19) 11-09-2010 t/m 25-09-2010 Hitnotering: (Week 20) 09-10-2010 Hitnotering: (Week 21) 01-01-2011 | Hitnotering: (Week 1 t/m 15) 21-11-2009 t/m 27-02-2010 Hitnotering (Week 16) 14-08-2010 Hitnotering (Week 17 t/m 19) 11-09-2010 t/m 25-09-2010 Hitnotering: (Week 20) 09-10-2010 Hitnotering: (Week 21) 01-01-2011 | Hitnotering: (Week 1 t/m 15) 21-11-2009 t/m 27-02-2010 Hitnotering (Week 16) 14-08-2010 Hitnotering (Week 17 t/m 19) 11-09-2010 t/m 25-09-2010 Hitnotering: (Week 20) 09-10-2010 Hitnotering: (Week 21) 01-01-2011 | Hitnotering: (Week 1 t/m 15) 21-11-2009 t/m 27-02-2010 Hitnotering (Week 16) 14-08-2010 Hitnotering (Week 17 t/m 19) 11-09-2010 t/m 25-09-2010 Hitnotering: (Week 20) 09-10-2010 Hitnotering: (Week 21) 01-01-2011 |
| Week | 01 | 02 | 03 | 04 | 05 | 06 | 07 | 08 | 09 | 10 | 11 | 12 | 13 | 14 | 15 | | 16 | | 17 | 18 | 19 | | 20 | | 21 | |
| --- | --- | --- | --- | --- | --- | --- | --- | --- | --- | --- | --- | --- | --- | --- | --- | --- | --- | --- | --- | --- | --- | --- | --- | --- | --- | --- |
| Nummer | 40 | 50 | 37 | 39 | 43 | 38 | 39 | 36 | 59 | 64 | 47 | 63 | 76 | 87 | 95 | uit | 86 | uit | 86 | 88 | 86 | uit | 90 | uit | 90 | uit |

### VlaamseUltratop 100Albums
| Hitnotering: (Week 1 t/m 16) 21-11-2009 t/m 06-03-2010 Hitnotering: (Week 17) 27-03-2010 / Hitnotering: (Week 18) 17-04-2010 Hitnotering: (Week 19) 15-05-2010 / Hitnotering: (Week 20) 29-05-2010 Hitnotering: (Week 21 t/m 22) 12-06-2010 t/m 19-06-2010 Hitnotering: (Week 23 t/m 24) 31-07-2010 t/m 07-08-2010 Hitnotering: (Week 25) 21-08-2010 Hitnotering: (Week 26 t/m 31) 04-09-2010 t/m 09-10-2010 | Hitnotering: (Week 1 t/m 16) 21-11-2009 t/m 06-03-2010 Hitnotering: (Week 17) 27-03-2010 / Hitnotering: (Week 18) 17-04-2010 Hitnotering: (Week 19) 15-05-2010 / Hitnotering: (Week 20) 29-05-2010 Hitnotering: (Week 21 t/m 22) 12-06-2010 t/m 19-06-2010 Hitnotering: (Week 23 t/m 24) 31-07-2010 t/m 07-08-2010 Hitnotering: (Week 25) 21-08-2010 Hitnotering: (Week 26 t/m 31) 04-09-2010 t/m 09-10-2010 | Hitnotering: (Week 1 t/m 16) 21-11-2009 t/m 06-03-2010 Hitnotering: (Week 17) 27-03-2010 / Hitnotering: (Week 18) 17-04-2010 Hitnotering: (Week 19) 15-05-2010 / Hitnotering: (Week 20) 29-05-2010 Hitnotering: (Week 21 t/m 22) 12-06-2010 t/m 19-06-2010 Hitnotering: (Week 23 t/m 24) 31-07-2010 t/m 07-08-2010 Hitnotering: (Week 25) 21-08-2010 Hitnotering: (Week 26 t/m 31) 04-09-2010 t/m 09-10-2010 | Hitnotering: (Week 1 t/m 16) 21-11-2009 t/m 06-03-2010 Hitnotering: (Week 17) 27-03-2010 / Hitnotering: (Week 18) 17-04-2010 Hitnotering: (Week 19) 15-05-2010 / Hitnotering: (Week 20) 29-05-2010 Hitnotering: (Week 21 t/m 22) 12-06-2010 t/m 19-06-2010 Hitnotering: (Week 23 t/m 24) 31-07-2010 t/m 07-08-2010 Hitnotering: (Week 25) 21-08-2010 Hitnotering: (Week 26 t/m 31) 04-09-2010 t/m 09-10-2010 | Hitnotering: (Week 1 t/m 16) 21-11-2009 t/m 06-03-2010 Hitnotering: (Week 17) 27-03-2010 / Hitnotering: (Week 18) 17-04-2010 Hitnotering: (Week 19) 15-05-2010 / Hitnotering: (Week 20) 29-05-2010 Hitnotering: (Week 21 t/m 22) 12-06-2010 t/m 19-06-2010 Hitnotering: (Week 23 t/m 24) 31-07-2010 t/m 07-08-2010 Hitnotering: (Week 25) 21-08-2010 Hitnotering: (Week 26 t/m 31) 04-09-2010 t/m 09-10-2010 | Hitnotering: (Week 1 t/m 16) 21-11-2009 t/m 06-03-2010 Hitnotering: (Week 17) 27-03-2010 / Hitnotering: (Week 18) 17-04-2010 Hitnotering: (Week 19) 15-05-2010 / Hitnotering: (Week 20) 29-05-2010 Hitnotering: (Week 21 t/m 22) 12-06-2010 t/m 19-06-2010 Hitnotering: (Week 23 t/m 24) 31-07-2010 t/m 07-08-2010 Hitnotering: (Week 25) 21-08-2010 Hitnotering: (Week 26 t/m 31) 04-09-2010 t/m 09-10-2010 | Hitnotering: (Week 1 t/m 16) 21-11-2009 t/m 06-03-2010 Hitnotering: (Week 17) 27-03-2010 / Hitnotering: (Week 18) 17-04-2010 Hitnotering: (Week 19) 15-05-2010 / Hitnotering: (Week 20) 29-05-2010 Hitnotering: (Week 21 t/m 22) 12-06-2010 t/m 19-06-2010 Hitnotering: (Week 23 t/m 24) 31-07-2010 t/m 07-08-2010 Hitnotering: (Week 25) 21-08-2010 Hitnotering: (Week 26 t/m 31) 04-09-2010 t/m 09-10-2010 | Hitnotering: (Week 1 t/m 16) 21-11-2009 t/m 06-03-2010 Hitnotering: (Week 17) 27-03-2010 / Hitnotering: (Week 18) 17-04-2010 Hitnotering: (Week 19) 15-05-2010 / Hitnotering: (Week 20) 29-05-2010 Hitnotering: (Week 21 t/m 22) 12-06-2010 t/m 19-06-2010 Hitnotering: (Week 23 t/m 24) 31-07-2010 t/m 07-08-2010 Hitnotering: (Week 25) 21-08-2010 Hitnotering: (Week 26 t/m 31) 04-09-2010 t/m 09-10-2010 | Hitnotering: (Week 1 t/m 16) 21-11-2009 t/m 06-03-2010 Hitnotering: (Week 17) 27-03-2010 / Hitnotering: (Week 18) 17-04-2010 Hitnotering: (Week 19) 15-05-2010 / Hitnotering: (Week 20) 29-05-2010 Hitnotering: (Week 21 t/m 22) 12-06-2010 t/m 19-06-2010 Hitnotering: (Week 23 t/m 24) 31-07-2010 t/m 07-08-2010 Hitnotering: (Week 25) 21-08-2010 Hitnotering: (Week 26 t/m 31) 04-09-2010 t/m 09-10-2010 | Hitnotering: (Week 1 t/m 16) 21-11-2009 t/m 06-03-2010 Hitnotering: (Week 17) 27-03-2010 / Hitnotering: (Week 18) 17-04-2010 Hitnotering: (Week 19) 15-05-2010 / Hitnotering: (Week 20) 29-05-2010 Hitnotering: (Week 21 t/m 22) 12-06-2010 t/m 19-06-2010 Hitnotering: (Week 23 t/m 24) 31-07-2010 t/m 07-08-2010 Hitnotering: (Week 25) 21-08-2010 Hitnotering: (Week 26 t/m 31) 04-09-2010 t/m 09-10-2010 | Hitnotering: (Week 1 t/m 16) 21-11-2009 t/m 06-03-2010 Hitnotering: (Week 17) 27-03-2010 / Hitnotering: (Week 18) 17-04-2010 Hitnotering: (Week 19) 15-05-2010 / Hitnotering: (Week 20) 29-05-2010 Hitnotering: (Week 21 t/m 22) 12-06-2010 t/m 19-06-2010 Hitnotering: (Week 23 t/m 24) 31-07-2010 t/m 07-08-2010 Hitnotering: (Week 25) 21-08-2010 Hitnotering: (Week 26 t/m 31) 04-09-2010 t/m 09-10-2010 | Hitnotering: (Week 1 t/m 16) 21-11-2009 t/m 06-03-2010 Hitnotering: (Week 17) 27-03-2010 / Hitnotering: (Week 18) 17-04-2010 Hitnotering: (Week 19) 15-05-2010 / Hitnotering: (Week 20) 29-05-2010 Hitnotering: (Week 21 t/m 22) 12-06-2010 t/m 19-06-2010 Hitnotering: (Week 23 t/m 24) 31-07-2010 t/m 07-08-2010 Hitnotering: (Week 25) 21-08-2010 Hitnotering: (Week 26 t/m 31) 04-09-2010 t/m 09-10-2010 | Hitnotering: (Week 1 t/m 16) 21-11-2009 t/m 06-03-2010 Hitnotering: (Week 17) 27-03-2010 / Hitnotering: (Week 18) 17-04-2010 Hitnotering: (Week 19) 15-05-2010 / Hitnotering: (Week 20) 29-05-2010 Hitnotering: (Week 21 t/m 22) 12-06-2010 t/m 19-06-2010 Hitnotering: (Week 23 t/m 24) 31-07-2010 t/m 07-08-2010 Hitnotering: (Week 25) 21-08-2010 Hitnotering: (Week 26 t/m 31) 04-09-2010 t/m 09-10-2010 | Hitnotering: (Week 1 t/m 16) 21-11-2009 t/m 06-03-2010 Hitnotering: (Week 17) 27-03-2010 / Hitnotering: (Week 18) 17-04-2010 Hitnotering: (Week 19) 15-05-2010 / Hitnotering: (Week 20) 29-05-2010 Hitnotering: (Week 21 t/m 22) 12-06-2010 t/m 19-06-2010 Hitnotering: (Week 23 t/m 24) 31-07-2010 t/m 07-08-2010 Hitnotering: (Week 25) 21-08-2010 Hitnotering: (Week 26 t/m 31) 04-09-2010 t/m 09-10-2010 | Hitnotering: (Week 1 t/m 16) 21-11-2009 t/m 06-03-2010 Hitnotering: (Week 17) 27-03-2010 / Hitnotering: (Week 18) 17-04-2010 Hitnotering: (Week 19) 15-05-2010 / Hitnotering: (Week 20) 29-05-2010 Hitnotering: (Week 21 t/m 22) 12-06-2010 t/m 19-06-2010 Hitnotering: (Week 23 t/m 24) 31-07-2010 t/m 07-08-2010 Hitnotering: (Week 25) 21-08-2010 Hitnotering: (Week 26 t/m 31) 04-09-2010 t/m 09-10-2010 | Hitnotering: (Week 1 t/m 16) 21-11-2009 t/m 06-03-2010 Hitnotering: (Week 17) 27-03-2010 / Hitnotering: (Week 18) 17-04-2010 Hitnotering: (Week 19) 15-05-2010 / Hitnotering: (Week 20) 29-05-2010 Hitnotering: (Week 21 t/m 22) 12-06-2010 t/m 19-06-2010 Hitnotering: (Week 23 t/m 24) 31-07-2010 t/m 07-08-2010 Hitnotering: (Week 25) 21-08-2010 Hitnotering: (Week 26 t/m 31) 04-09-2010 t/m 09-10-2010 | Hitnotering: (Week 1 t/m 16) 21-11-2009 t/m 06-03-2010 Hitnotering: (Week 17) 27-03-2010 / Hitnotering: (Week 18) 17-04-2010 Hitnotering: (Week 19) 15-05-2010 / Hitnotering: (Week 20) 29-05-2010 Hitnotering: (Week 21 t/m 22) 12-06-2010 t/m 19-06-2010 Hitnotering: (Week 23 t/m 24) 31-07-2010 t/m 07-08-2010 Hitnotering: (Week 25) 21-08-2010 Hitnotering: (Week 26 t/m 31) 04-09-2010 t/m 09-10-2010 | Hitnotering: (Week 1 t/m 16) 21-11-2009 t/m 06-03-2010 Hitnotering: (Week 17) 27-03-2010 / Hitnotering: (Week 18) 17-04-2010 Hitnotering: (Week 19) 15-05-2010 / Hitnotering: (Week 20) 29-05-2010 Hitnotering: (Week 21 t/m 22) 12-06-2010 t/m 19-06-2010 Hitnotering: (Week 23 t/m 24) 31-07-2010 t/m 07-08-2010 Hitnotering: (Week 25) 21-08-2010 Hitnotering: (Week 26 t/m 31) 04-09-2010 t/m 09-10-2010 | Hitnotering: (Week 1 t/m 16) 21-11-2009 t/m 06-03-2010 Hitnotering: (Week 17) 27-03-2010 / Hitnotering: (Week 18) 17-04-2010 Hitnotering: (Week 19) 15-05-2010 / Hitnotering: (Week 20) 29-05-2010 Hitnotering: (Week 21 t/m 22) 12-06-2010 t/m 19-06-2010 Hitnotering: (Week 23 t/m 24) 31-07-2010 t/m 07-08-2010 Hitnotering: (Week 25) 21-08-2010 Hitnotering: (Week 26 t/m 31) 04-09-2010 t/m 09-10-2010 | Hitnotering: (Week 1 t/m 16) 21-11-2009 t/m 06-03-2010 Hitnotering: (Week 17) 27-03-2010 / Hitnotering: (Week 18) 17-04-2010 Hitnotering: (Week 19) 15-05-2010 / Hitnotering: (Week 20) 29-05-2010 Hitnotering: (Week 21 t/m 22) 12-06-2010 t/m 19-06-2010 Hitnotering: (Week 23 t/m 24) 31-07-2010 t/m 07-08-2010 Hitnotering: (Week 25) 21-08-2010 Hitnotering: (Week 26 t/m 31) 04-09-2010 t/m 09-10-2010 | Hitnotering: (Week 1 t/m 16) 21-11-2009 t/m 06-03-2010 Hitnotering: (Week 17) 27-03-2010 / Hitnotering: (Week 18) 17-04-2010 Hitnotering: (Week 19) 15-05-2010 / Hitnotering: (Week 20) 29-05-2010 Hitnotering: (Week 21 t/m 22) 12-06-2010 t/m 19-06-2010 Hitnotering: (Week 23 t/m 24) 31-07-2010 t/m 07-08-2010 Hitnotering: (Week 25) 21-08-2010 Hitnotering: (Week 26 t/m 31) 04-09-2010 t/m 09-10-2010 |
| Week | 01 | 02 | 03 | 04 | 05 | 06 | 07 | 08 | 09 | 10 | 11 | 12 | 13 | 14 | 15 | 16 | | 17 | | 18 |
| --- | --- | --- | --- | --- | --- | --- | --- | --- | --- | --- | --- | --- | --- | --- | --- | --- | --- | --- | --- | --- |
| Nummer | 80 | 38 | 44 | 36 | 19 | 21 | 15 | 22 | 24 | 35 | 32 | 37 | 50 | 46 | 63 | 80 | uit | 82 | uit | 92 |
| Week | | 19 | | 20 | | 21 | 22 | | 23 | 24 | | 25 | | 26 | 27 | 28 | 29 | 30 | 31 | |
| Nummer | uit | 83 | uit | 98 | uit | 97 | 82 | uit | 88 | 92 | uit | 58 | uit | 87 | 70 | 67 | 63 | 56 | 84 | uit |